# André Lardrot
André Lardrot est un hautboïste et pédagogue français né le 5 mars 1932 à Nevers.

## Biographie
André Lardrot naît le 5 mars 1932 à Nevers.
Il commence ses études musicales au conservatoire de sa ville natale puis étudie au Conservatoire national supérieur de musique de Paris, où il obtient un Premier prix en 1953.
En 1956, il remporte un 1er prix à l'unanimité au Concours international d'exécution musicale de Genève et connaît dès lors une carrière de soliste.
Comme musicien d'orchestre, André Lardrot est hautbois solo de l'Orchestre du Mozarteum de Salzbourg, de l'Orchestre de la radio de Zurich, du Radio-Symphonie-Orchester Berlin, enfin de l'Orchestre symphonique de la radio de Bâle.
Comme pédagogue, il enseigne le hautbois et la musique de chambre en Autriche (Mozarteum de Salzbourg), en Allemagne (Folkwangschule d'Essen) et en Suisse (Conservatoire de Bâle).